# Podmilačje
Podmilačje är en ort i Bosnien och Hercegovina.   Den ligger i entiteten Federationen Bosnien och Hercegovina, i den centrala delen av landet, 100 km nordväst om huvudstaden Sarajevo. Podmilačje ligger 462 meter över havet och antalet invånare är 657.
Terrängen runt Podmilačje är huvudsakligen kuperad, men åt sydost är den bergig. Podmilačje ligger nere i en dal. Närmaste större samhälle är Divičani, 1,7 km öster om Podmilačje. 
Omgivningarna runt Podmilačje är en mosaik av jordbruksmark och naturlig växtlighet. Runt Podmilačje är det ganska tätbefolkat, med 93 invånare per kvadratkilometer.